# Open Rights Group

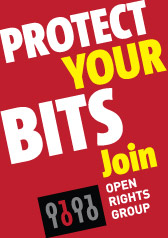
„Protect your Bits“ – Poster der Open Rights Group (2010)

Die Open Rights Group (ORG, englisch für Gruppe für offene Rechte) ist eine 2005 gegründete gemeinnützige Organisation aus dem Vereinigten Königreich, die sich für Wahrung und Bestärkung der Menschenrechte, etwa dem Schutz der Privatsphäre oder Meinungsfreiheit im Hinblick auf die Digitale Revolution oder der Informationsfreiheit einsetzt. Teile der Aktivitäten sind Internetaktivismus.

## Geschichte

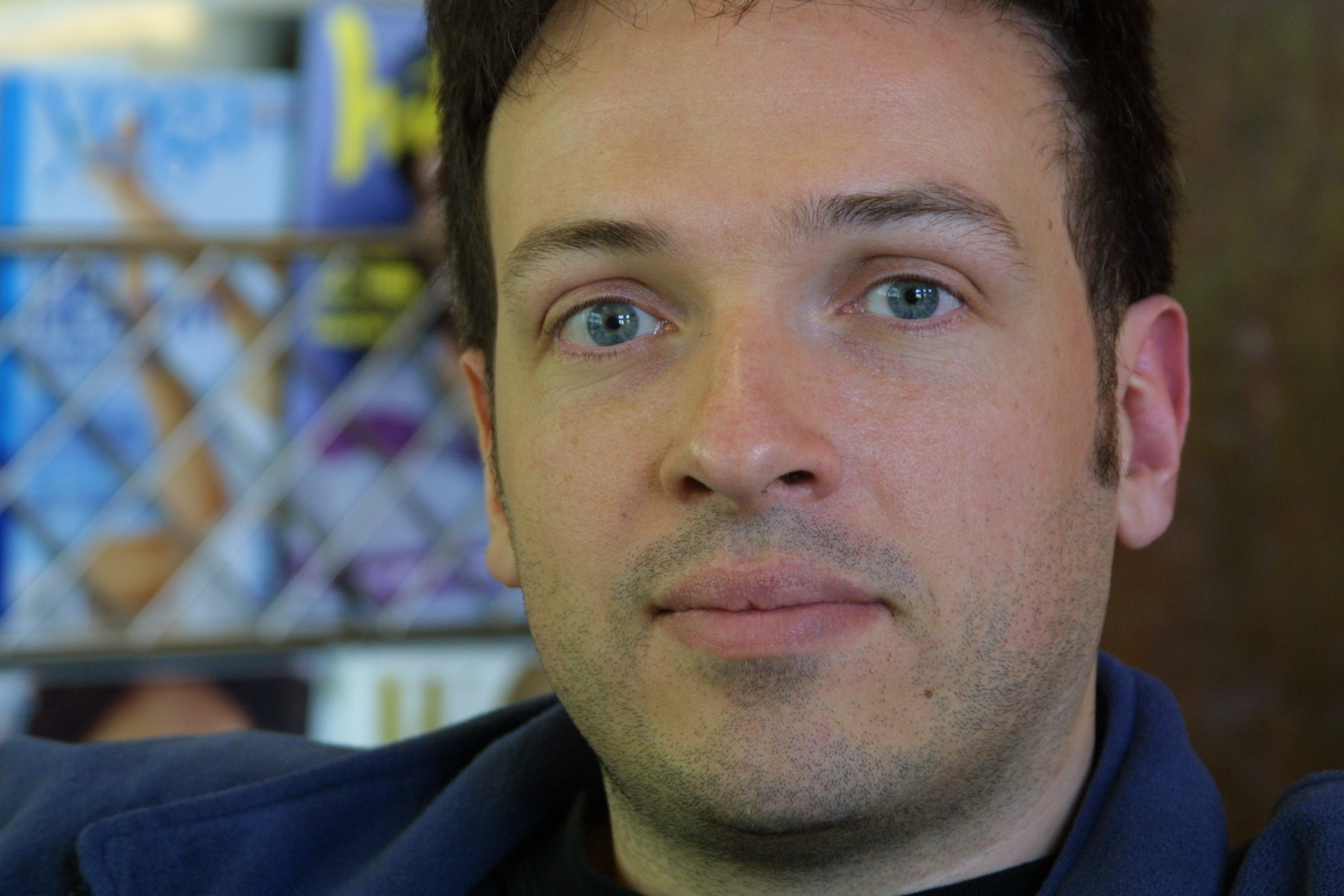
Danny O’Brien (2005)

Auf der Open Tech-Tagung 2005 wurde während einer Podiumsdiskussion die Frage nach einer britischen Organisation wie der Electronic Frontier Foundation erörtert. In der Folge wurde von Danny O’Brien bei der PledgeBank am 25. Juni 2005 ein Eid abgelegt, er würde Einen Dauerauftrag über 5 Pfund an eine Organisation, die sich für Digitale Rechte innerhalb des Vereinigten Königreiches einsetzt, anlegen, sofern bis zum 25. Dezember 2005 auch 1.000 andere Personen diesen einrichten. Die geforderte Zahl an Unterstützern wurde bereits am 29. November erreicht.
Die Open Rights Group wurde dann ebenfalls am 29. November 2005 von Danny O’Brien, Cory Doctorow, Ian Brown, Rufus Pollock, James Cronin, Stefan Magdalinski, Louise Ferguson und Suw Charman in Soho (London) gegründet.

## Kampagnen & Aktivitäten
Nach der Gründung kritisierte die erste Kampagne die Bestrebungen der britischen Regierungen unter Tony Blair und Gordon Brown eine Vorratsdatenspeicherung zu installieren. Nachdem die erste Geschäftsführerin Suw Charman-Anderson 2007 von Becky Hogge abgelöst wurde, kamen zudem die Themen Privatsphäre und Datenschutz im Internet sowie Urheberrecht hinzu. Die ORG war maßgeblich an der Kritik zu den Plänen für Elektronische Wahlen beteiligt.

### Semantisches Targeting
2008 wurde gegen den Konzern Phrom aufgeklärt, dieser hatte geplant Semantisches Targeting über Geräte, die den Datenverkehr eines Internetnutzers auswerten, zu betreiben. Die Aktivitäten Phroms wurden bekannt, nachdem Kunden der British Telecom feststellten, dass diese bereits Feldversuche zum „data pimping“ (siehe auch: Targeted Advertising) durchführte. Der seit 2009 amtierende Geschäftsführer Jim Killock brachte diese Kampagne 2010 erfolgreich zu Ende, die Europäische Kommission für Verbraucherschutz forderte das Vereinigte Königreich auf die Daten der Internetnutzer vor Gebrauch ohne deren Zustimmung zu schützen und mehrere große Konzerne dem Aufruf der ORG folgten eine solche Nutzung auszuschließen.

### Digital Economy Act
Der Digital Economy Act 2010 von Peter Mandelson beinhaltete neben Contentfiltern auch die Möglichkeit zum Verbot von Internetzugängen für Verdachts- oder bewiesene Fälle von Urheberrechtsverletzungen und war Ziel einer breiten Kampagne der ORG zusammen mit 38 Degrees und dem National Council for Civil Liberties (Liberty). In der Folge wurden einzelne Passagen aus dem Gesetz entfernt.

### Department of Dirty
Seit 2014 wird mit der Kampagne Department of Dirty gegen Contentfilter, die im Vereinigten Königreich üblich sind, aufgeklärt. Hauptsächliche Kritikpunkte sind die mangelnde Legitimität, da die Einführung und Verwendung nicht durch Gesetze reglementiert ist, sondern lediglich auf Basis nicht-öffentlicher Treffen von Interessensvertretungen, der christlichen Safermedia und Premier Christian Media mit Claire Perry zustande gekommen sind. Darüber hinaus sind die einzelnen Websites, die blockiert werden, oft nicht jugendgefährdend, sondern lediglich fälschlich, beispielsweise auf Grund einer Kombination von Schlagwörtern nach Gewichtung auf die Liste gelangt. Zur Aufklärung, Überprüfung von einzelnen Websites und zur Auswertung wurde blocked.org.uk eingerichtet.

## ORGCon
Seit 2010 wird eine jährliche Tagung „ORGCon“ veranstaltet, die als „crash course in digital rights“ (Crash-Kurs für digitale Rechte) im Hinblick auf den zu diesem Zeitpunkt bevorstehenden Erlass des Digital Economy Acts durch das Parlament des Vereinigten Königreichs, beworben wurde. Der Digital Economy Act beinhaltete in seiner ursprünglichen Fassung beispielsweise die Zensur im Internet (Sperre von Websites) nach Urheberrechtsverletzungen oder vor, wenn vermutlich und wahrscheinlich ausgeführt werden.

## Finanzierung
Für das Geschäftsjahr 2009 standen der ORG rund 106.000 Pound Sterling (Pfund) zur Verfügung. Etwa 20 Prozent davon wurden von dem Joseph Rowntree Reform Trust gespendet, mehr als 60.000 Pfund wurden durch private Unterstützer erbracht.
2012 beliefen sich die gesamten Einnahmen auf etwa 238.000 Pfund, davon kamen rund 92.000 von natürlichen und ungefähr 129.000 Pfund von juristischen Personen.

### Angestellte
Die ORG hat mehrere Angestellte, etwa einen hauptamtlichen Executive Director (Jim Killock), eine Kommunikationsbeauftrage (Pam Cowburn), einen Projektmanager, einen Systemadministrator und eine Anwältin.

## Auszeichnungen
Die Open Rights Group wurde mehrfach ausgezeichnet:
- 2008: „Big Brother Award“ von Privacy International[6]
- 2012: „Campaigner of the Year“ zusammen mit 38 Degrees vom National Council for Civil Liberties (Liberty)[7]